# José Llopis Corona
José Llopis Corona (* 4. Juni 1918 in Alicante; † 29. Januar 2011 ebenda) war ein spanischer Fußballspieler.

## Sportlicher Werdegang
Corona begann mit dem Fußballspielen bei kleineren Klubs in Alicante. Dort debütierte er für Gimnástico Carolinas im Erwachsenenbereich, bei Wiederaufnahme des landesweiten Spielbetriebs nach dem Bürgerkrieg 1939 lief er für den seinerzeitigen Zweitligisten FC Alicante in der Segunda División auf. Während der Verein nicht die Klasse halten konnte, hatte er höherklassig auf sich aufmerksam gemacht und schloss sich 1941 dem Lokalrivalen Hércules Alicante in der Primera División an. Auch mit diesem stieg er ab, blieb aber noch eine Spielzeit in der zweiten Liga.
1943 wechselte Corona zu Real Madrid, dort war er in den folgenden fünf Jahren Stammspieler in der Abwehrreihe des Klubs. Bereits wenige Wochen nach seiner Ankunft war er Mitwirkender in einem „El Clásico“, der in die Geschichte einging: beim 11:1-Erfolg über den FC Barcelona im Juni 1943 im Rahmen des Landespokals, das nicht nur aufgrund der Höhe des Ergebnisses, sondern auch den Begleiterscheinungen rund um die Begegnung als Startschuss der Rivalität zwischen den Klubs gilt, stand er auf dem Spielfeld. Auch in einem weiteren historischen Spiel wirkte er mit, dem Eröffnungsspiel für das Estadio Santiago Bernabéu gegen Belenenses Lissabon im Dezember 1947. Parallel avancierte er zum Auswahlspieler, für die spanische Nationalmannschaft lief er in neun Länderspielen auf. Insgesamt gewann er mit dem Klub, für den er 143 Partien bestritten hatte bis zu seinem Abschied 1948 zwei Mal den spanischen Pokal, zudem 1947 die Erstausgabe der Copa Eva Duarte. Dabei war er zeitweise der regelmäßige Strafstoßschütze der Madrilenen.
Nach seinem Abschied von Madrid ließ Corona mit kurzfristigen Engagements beim Ligakonkurrenten Gimnàstic de Tarragona sowie den Klubs RCD Mallorca und CF Gandía seine Karriere ausklingen. Später arbeitete er als Trainer im Amateurbereich.
Im Januar 2011 verstarb Corona im Alter von 92 Jahren in seinem Heimatort Alicante.